# Dolicharthria punctalis
Sténie ponctuée
Espèce
Dolicharthria punctalis, la Sténie ponctuée, est une espèce de lépidoptères (papillons) de la famille des Crambidae.

## Biologie
Imago visible de juin à août en une génération très étirée. Chenille dans une toile sur les plantes basses puis dans la litière.

## Habitats
Localisé. Près des milieux humides, autour des habitations.

## Dénomination
Ce taxon porte en français le nom vernaculaire ou normalisé suivant : Sténie pontuée,.

## Systématique
Le nom valide complet (avec auteur) de ce taxon est Dolicharthria punctalis (Denis & Schiffermüller, 1775).
L'espèce a été initialement classée dans le genre Pyralis sous le protonyme Pyralis punctalis Denis & Schiffermüller, 1775.
Dolicharthria punctalis a pour synonyme :
- Pyralis punctalis Denis & Schiffermüller, 1775